# Monte Haruna
El monte Haruna (榛名山, Haruna-san) es un estratovolcán inactivo en Gunma, al este de Honshū, Japón.

## Descripción
El monte Haruna comenzó a formarse hace más de 300.000 años y la última erupción conocida fue en año 550 El volcán tiene una caldera en la cima que contiene el cono piroclástico simétrico del monte Haruna-Fuji, junto con un lago de cráter, el lago Haruna, a lo largo del lado occidental. Al oeste del lago se encuentra el monte Kamonga, el más alto de los numerosos picos del monte Haruna con 1.449 metros de altura. 

## Cultura popular
La montaña se hizo famosa en la serie de manga Initial D bajo el nombre ficticio de Akina (秋 名), donde el personaje principal, Takumi Fujiwara, entrega tofu todos los días a un hotel cuesta arriba y vuelve a bajar usando el Toyota AE86 de su padre. También es donde Takumi ganó sus primeras carreras. Es el campo de casa del equipo de carreras llamado Akina Speed Stars con el que Takumi se asocia estrechamente. Más adelante en el anime, Takumi, debido a sus inigualables antecedentes y por su técnica de conducción cuesta abajo, es conocido popularmente como 'Akina's 86'.
El acorazado Haruna de la Segunda Guerra Mundial y la moderna Clase Haruna de destructores recibieron su nombre de la montaña.
El asteroide (6423) Harunasan fue nombrado así por este monte.